# Harvey Fletcher

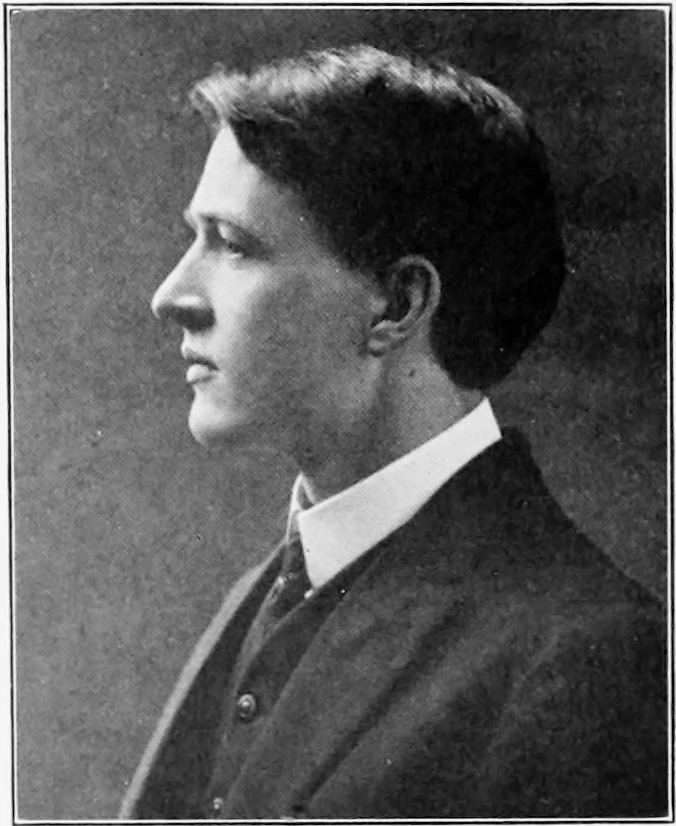
Harvey Fletcher in 1914

Harvey Fletcher (Provo (Utah), 11 september 1884 – aldaar, 23 juli 1981) was een Amerikaans natuurkundige. Hij staat bekend als de 'vader van stereofonie' vanwege zijn wetenschappelijk onderzoek naar horen en stereogeluid en de uitvinding van de audiometer en hoortoestellen.

## Biografie
Fletcher was de zoon van Charles Eugene Fletcher en Elizabeth Miller Fletcher. In 1904 verkreeg hij zijn diploma aan de Bringham Young High School, waarna hij doorstroomde naar de Brigham Young-universiteit (BYU) waar hij in 1907 zijn bachelor behaalde.
Als student natuurkunde aan de universiteit van Chicago deed hij voor zijn afstudering onderzoek naar methoden om de exacte lading van het elektron te bepalen. Dit was inclusief het nu beroemde oliedruppelexperiment van zijn studiebegeleider en onderzoeker Robert Millikan, waarvoor Millikan in 1923 de Nobelprijs voor de Natuurkunde kreeg.
Nadat hij summa cum laude zijn doctoraat had behaald keerde hij in 1911 terug naar de Brigham Young-universiteit in Provo, waar hij werd benoemd tot voorzitter van de natuurkundige faculteit. Later werkte hij onder andere voor Western Electric (1916-1928), Bell Laboratories (1928-1952) en de Columbia-universiteit. Als hoofd onderzoek bij Bell Labs overzag hij het onderzoek in elektrische geluidsopname, waaronder meer dan 100 stereo-opnames met dirigent Leopold Stokowski in 1931-1932.
Veel van Fletchers onderzoek wordt beschouwd als gezaghebbend en zijn boeken Speech and Hearing en  Speech and Hearing in Communication zijn mijlpalen op dit gebied.

## Erkenning
Fletcher werd in 1949 gekozen tot erelid van de Acoustical Society of America en was na Thomas Edison daarmee de tweede persoon die deze eer verkreeg. Verder was hij voorzitter van de American Society for Hard of Heering, erelid van de American Otological Society en erelid van de Audio Engineering Society.
In 1924 werd hij onderscheiden met de Louis E. Levy-medaille van het Franklin Institute voor zijn natuurkundige meting naar horen. In 1937 werd hij verkozen tot vicevoorzitter van de American Association for the Advancement of Science (AAAS) en was hij lid van de National Academy of Sciences.
Van de Academy of Motion Picture Arts and Sciences mocht hij een Progress Medal Award in ontvangst nemen.